# Tuya (volcán)

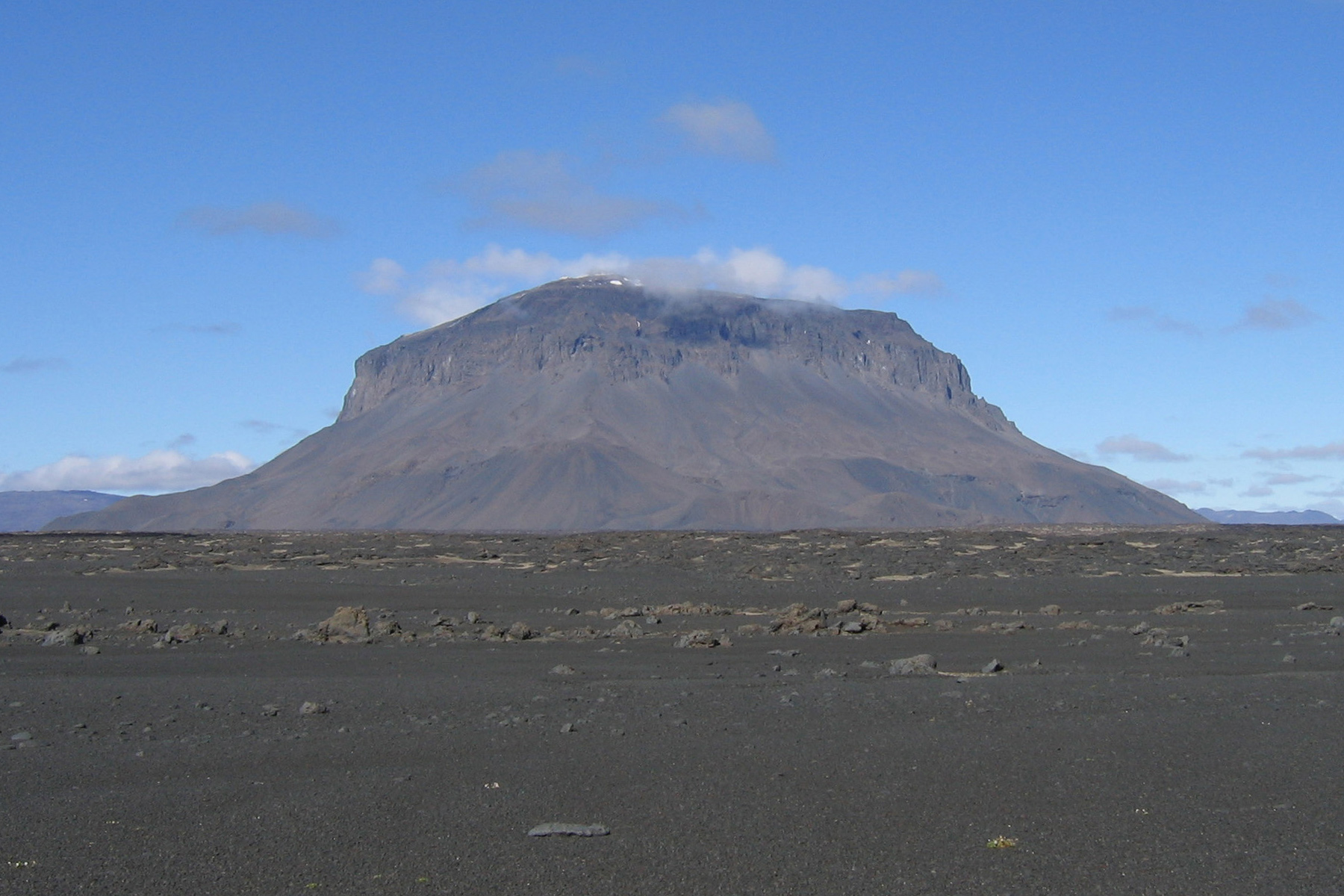
Herðubreið, Islandia.

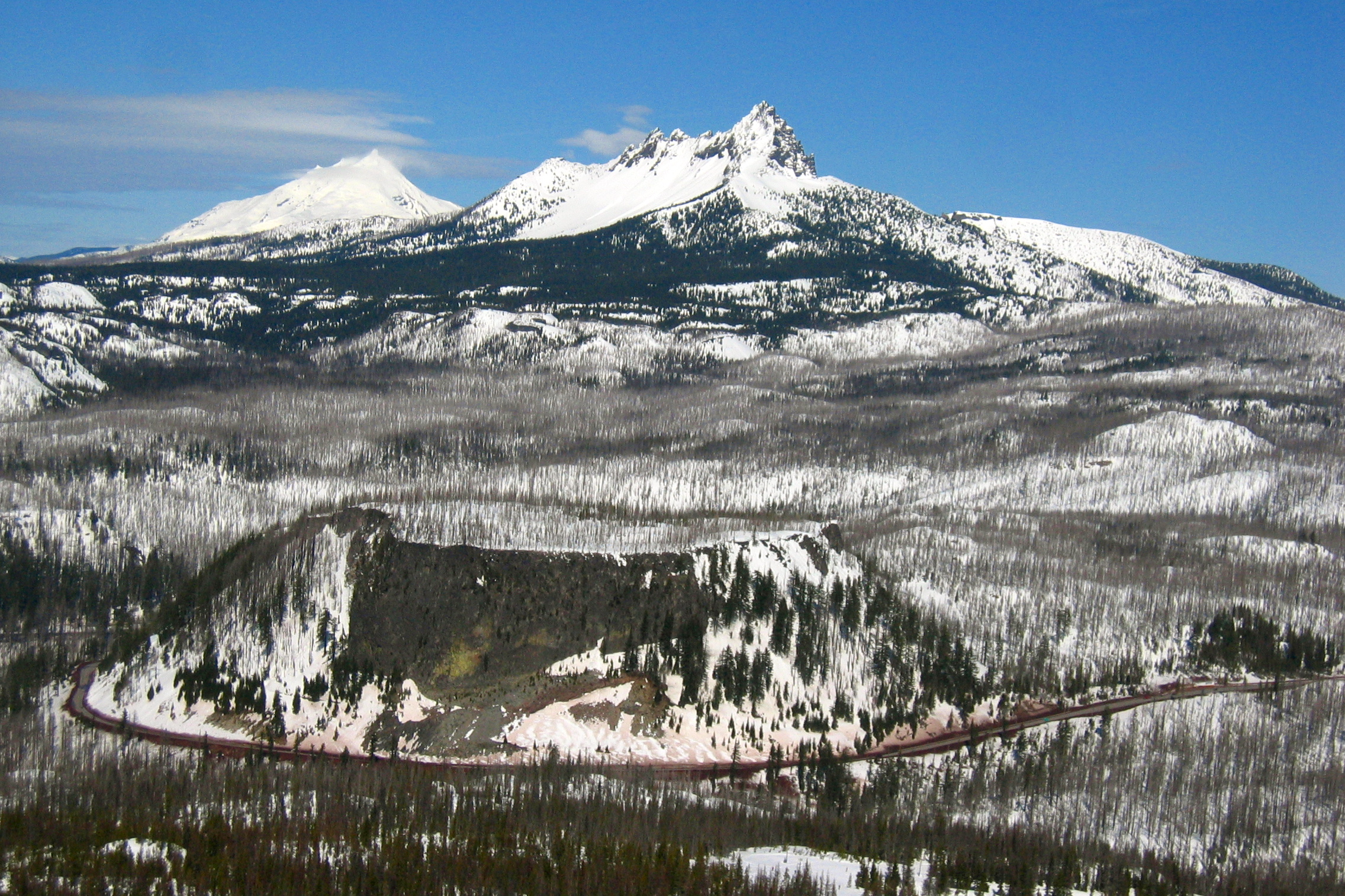
Hogg Rock (primer plano), Oregon, Estados Unidos.

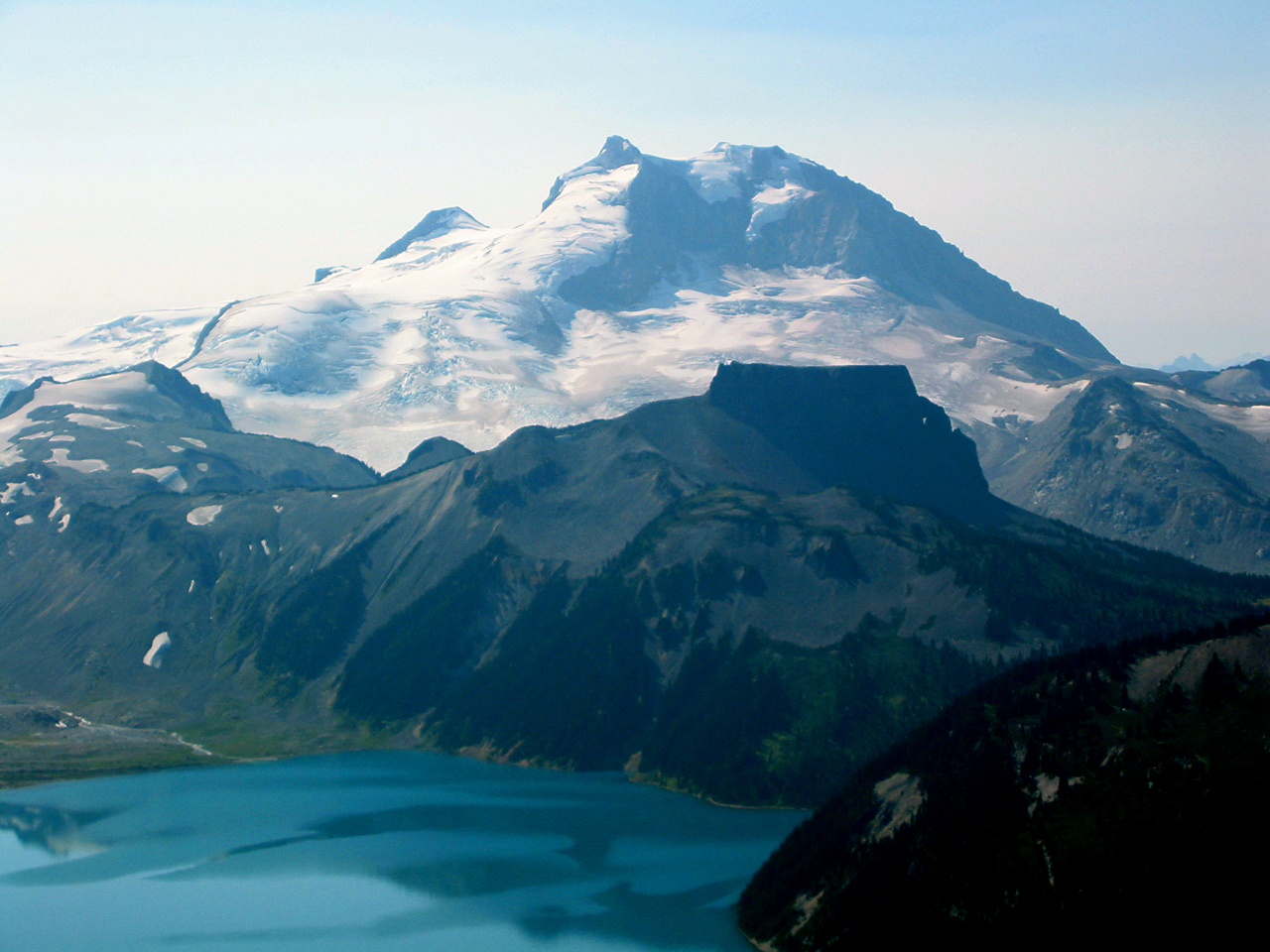
The Table sobrepasada por el monte Garibaldi, en la Columbia Británica, Canadá.

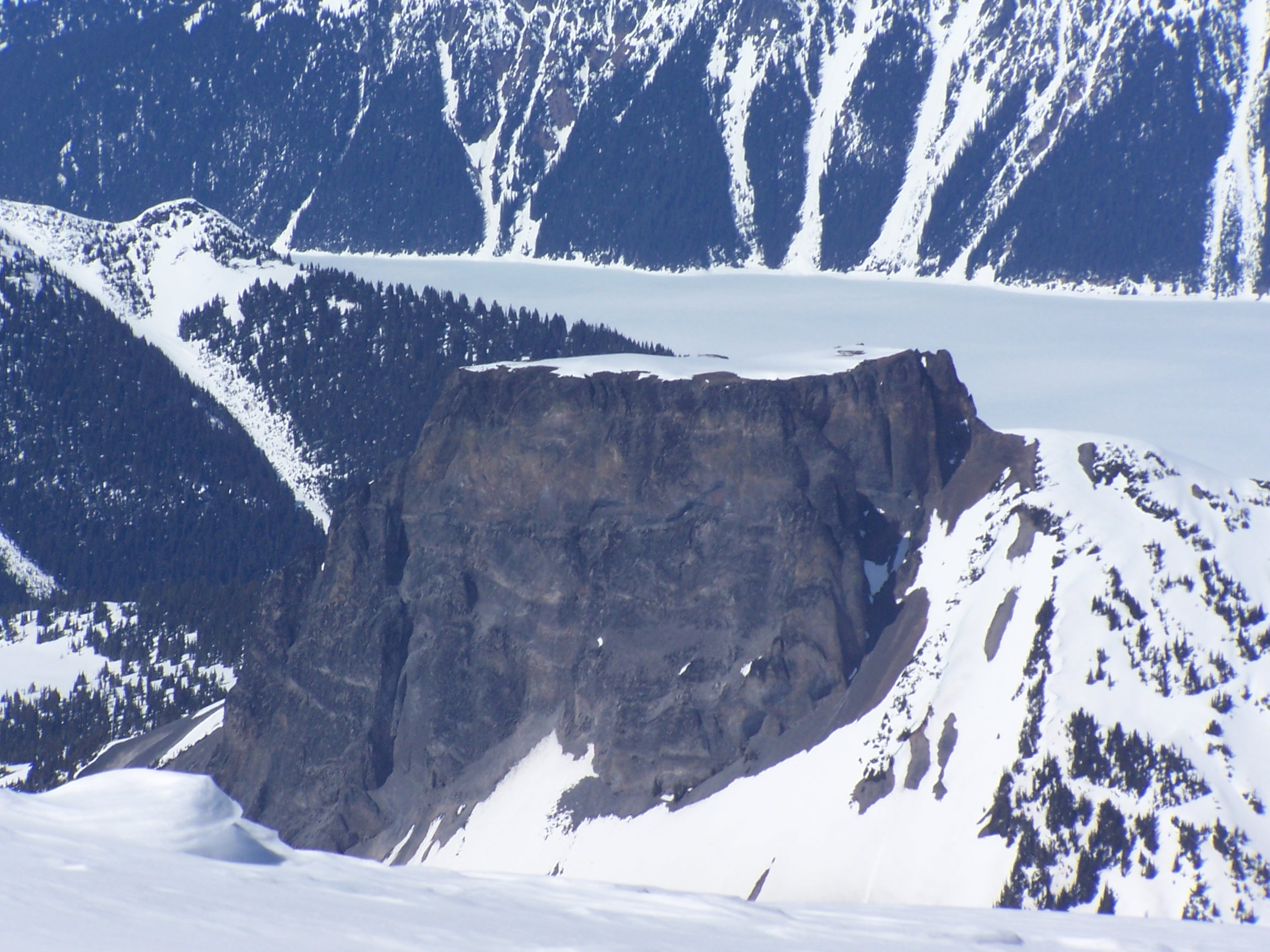
The Table, Columbia Británica, Canadá.

Una tuya es un tipo de volcán, caracterizado por tener su cima plana y laderas empinadas formadas cuando la lava brota a través de un grueso glaciar o capa de hielo. Son algo raras, limitándose a las regiones que antes estaban cubiertas por capas de hielo continentales y que también tuvieron  durante el mismo período de tiempo actividad volcánica.

## Formación
Las tuyas son un tipo de volcán subglacial que consiste en camas casi horizontales de lava basáltica arrojadas al exterior por inmersión de rocas volcánicas fragmentarias, y que a menudo crecen aisladas por encima de una meseta que las rodea. Las tuyas se encuentran en Islandia,  Columbia Británica, la región del Santiam Pass en Oregón, la península Antártica y debajo del hielo de la West Antarctic Ice Sheet. En Islandia, a veces, a las tuyas se les llaman «montañas de mesa» (table mountain)  por su parte superior plana. 
S. Holland, un geógrafo del gobierno de Columbia Británica, describe las tuyas de la siguiente manera:

Tienen un origen muy interesante ... [eran] formadas por erupciones volcánicas que se han descongelado a través de las capas de hielo del Pleistoceno   por el calor volcánico subyacente. Las capas de lava que nivelan las montañas fueron extruidas desde volcanes surgidos encima de niveles lacustres, y las capas exteriores se formaron por el enfriamiento de la lava al llegar a la orilla del agua.
They have a most interesting origin ... [they were] formed by volcanic eruptions which had been thawed through the Pleistocene ice-sheet by underlying volcanic heat. The lavas capping the mountains were extruded after the volcanoes were built above lake-level, and the outward-dipping beds were formed by the chilling of the lava when it reached the water's edge.
S. Holland 

## Origen del término
El origen del término proviene de  Tuya Butte, una de las muchas tuyas en la zona del río Tuya y la cordillera Tuya (Tuya Range) en el extremo norte de la Columbia Británica, Canadá. En 1947, aún en la escuela de posgrado, el geólogo canadiense Bill Mathews publicó un documento titulado «Tuyas, Flat-Topped Volcanoes in Northern British Columbia» [Tuyas, volcanes con cima plana en el norte de la Columbia Británica], en la que acuñó el término «tuya» para referirse a estas formaciones volcánicas distintivas. Tuya Butte es casi un modelo ideal de este tipo de relieve, el primero de estos accidentes analizado en la literatura geológica, y  desde entonces, su nombre se ha convertido en estándar en todo el mundo entre los vulcanólogos al referirse y escribir sobre estas formaciones. El Parque Provincial Montañas Tuya (Tuya Mountains Provincial Park) se ha creado recientemente para proteger este insólito paisaje, que se encuentra al norte del lago Tuya y al sur del río Jennings, cerca de la frontera con el Territorio de Yukón. Casi al mismo tiempo que Matthews publicaba su trabajo, el geólogo islandés Guðmundur Kjartansson había distinguido entre crestas «móberg» y las tuyas en Islandia y propuso la hipótesis de que se habían formado durante erupciones subglaciales y intraglaciales. 
Una mesa volcánica cerca de Santa Fe, Nuevo México, conocido en inglés como Black Mesa y que se asemeja a una tuya, es conocido en tegua como Tu-yo.

## Ejemplos
| Antártida - Brown Bluff |  | Canadá: - Tuya Butte - Tuya Volcanic Field - The Table |  | Estados Unidos: - Hayrick Butte - Hogg Rock |  | Islandia: - Herðubreið - Hlöðufell |